# Zakarpatská jaderná elektrárna
Zakarpatská jaderná elektrárna (ukrajinsky Закарпатська АЕС) byla plánovaná jaderná elektrárna v Sovětském svazu. Nacházet se měla v Zakarpatské oblasti na Ukrajině, asi 3 kilometry západně od vesnice Monastyrec v okresu Chust. Projekt vznikl na začátku 70. let jako příležitost postavit jadernou elektrárnu díky plánované vodní ploše o velikosti 160 hektarů v důsledku stavby přehrady. Projektant elektrárny byl kyjevský Teploelektroprojekt.

## Historie a technické informace

### Počátky
Myšlenka na výstavbu jaderné elektrárny v Zakarpatské oblasti na západu Sovětského svazu vznikla v 70. letech 20. století. Její plánovaný výkon byl 2000 MW. Její účel měl být především pokrýt spotřebu elektrické energie na západě Ukrajiny a export elektřiny do zemí RVHP. Tvořit ji měly reaktory VVER blíže nespecifikovaného typu a počtu. Projektové a přípravné práce probíhaly za přísného utajení. Elektrárna měla poskytnout mnoho pracovních míst.

### Zrušení projektu
Již od počátku se projekt setkával s velkým odporem veřejnosti, především pak ze strany pracovníků sovchozů a vinařů, kteří dokonce volali a psali dopisy na ÚV Komunistické strany. V důsledku plánované výstavby jaderné elektrárny měly být vystěhovány přilehlé vesnice na Krym a Altaj.
Jak a kdy byl projekt ukončen není známo. Je však velice pravděpodobné, že elektrárna byla přesunuta do Ivanofrankivské oblasti pod názvem Ivano-Frankivská jaderná elektrárna.

## Informace o reaktorech
| Reaktor     | Typ reaktoru | Výkon  | Výkon   | Zahájení výstavby          | Připojení k síti           | Uvedení do provozu         | Uzavření |
| Reaktor     | Typ reaktoru | Čistý  | Hrubý   | Zahájení výstavby          | Připojení k síti           | Uvedení do provozu         | Uzavření |
| ----------- | ------------ | ------ | ------- | -------------------------- | -------------------------- | -------------------------- | -------- |
| Zakarpatí-1 | VVER-1000    | 950 MW | 1000 MW | Plánovaná výstavba zrušena | Plánovaná výstavba zrušena | Plánovaná výstavba zrušena |          |
| Zakarpatí-2 | VVER-1000    | 950 MW | 1000 MW | Plánovaná výstavba zrušena | Plánovaná výstavba zrušena | Plánovaná výstavba zrušena |          |